# Friedhof (North Boisdale)

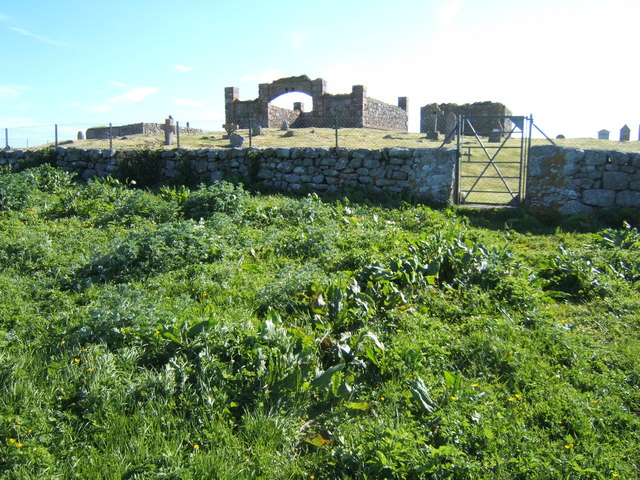
Friedhof von North Boisdale

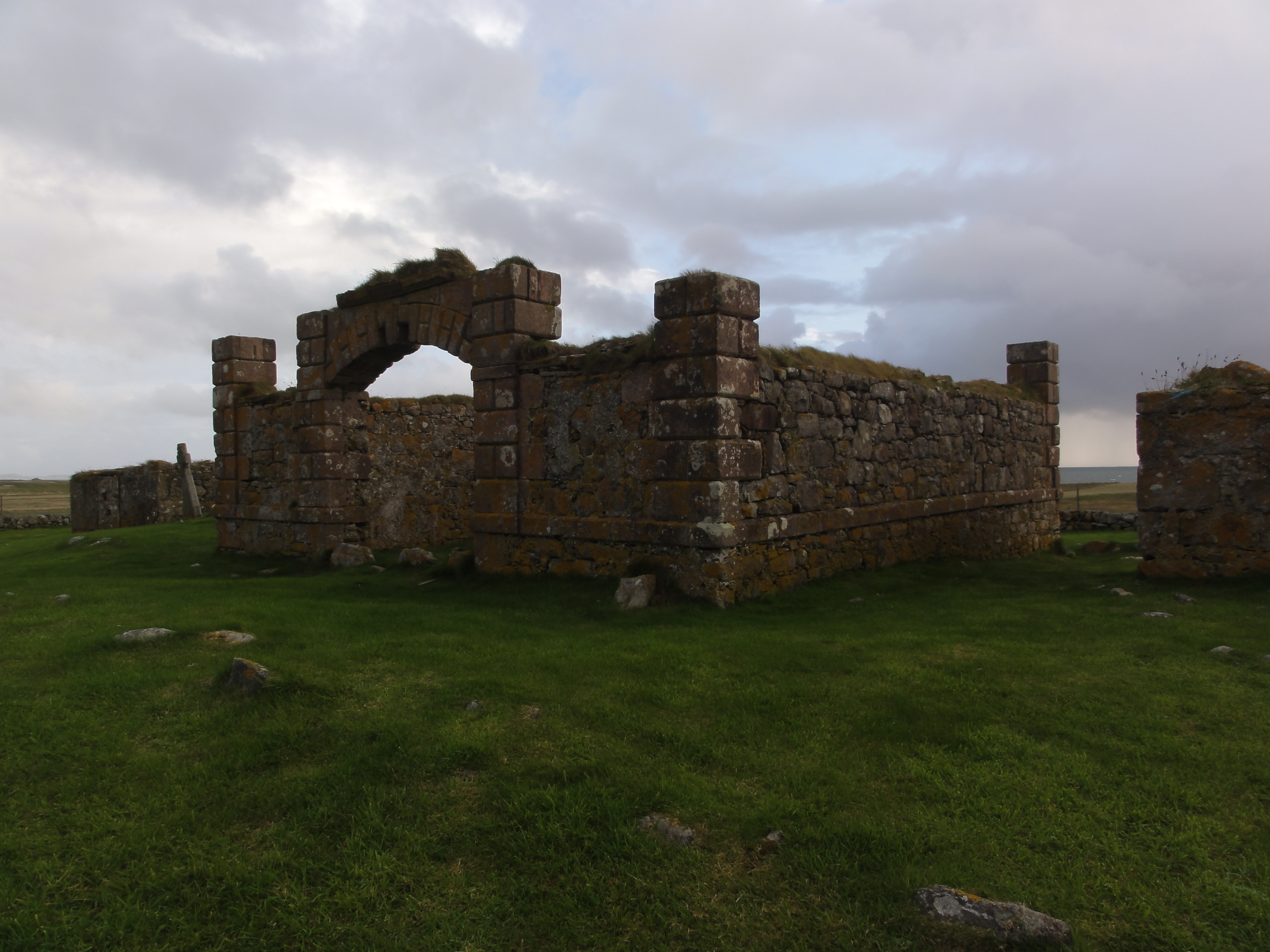
Reste einer Familiengruft

Der Friedhof von North Boisdale ist ein historischer Friedhof auf der schottischen Hebrideninsel South Uist. 1980 wurde das Bauwerk in die schottischen Denkmallisten in der Kategorie B aufgenommen.

## Geschichte
Möglicherweise befindet sich der Friedhof auf einem undatierten Grabhügel. Auch Spuren früherer Besiedlung finden sich am Standort. Überlieferungen zufolge befand sich am Standort eine Kapelle, die jedoch nicht mehr lokalisiert werden kann. Dort soll sich der lokale Zweig der MacDonalds vom katholischen Glauben losgesagt haben. Die Grabstellen auf dem Friedhof stammen im Wesentlichen aus 19. und 20. Jahrhundert. Auch die Reste der vier Familiengrüfte sind nachmittelalterlich. Der Friedhof ist nicht mehr in Nutzung.

## Beschreibung
Der Friedhof liegt am Westrand der kleinen Streusiedlung North Boisdale im Südwesten South Uists nahe der vorgelagerten Insel Orosay. Eine Feldsteinmauer mit aufsitzendem Eisenzaun umfriedet das längliche Areal. Das Portal befindet sich an der Ostseite. Die größte der als Reste erhaltenen vier Grüfte stammt aus dem mittleren 18. Jahrhundert. Sie ist aus Feldstein aufgemauert mit Details aus roten Steinquadern und mit Postament und rustizierten Eckpilastern ausgeführt, die als Pinakel fortgeführt sind. In die Ostfassade ist ein segmentbogiges Portal eingelassen. Die übrigen Grüfte sind schlichter ausgeführt.